# Worland
Worland és una ciutat del comtat de Washakie a l'estat de Wyoming als Estats Units d'Amèrica.

## Demografia
Segons el cens del 2005 tenia 4.967 habitants. Segons el cens del 2000, Worland tenia 5.250 habitants, 2.130 habitatges, i 1.439 famílies. La densitat de població era de 492 habitants/km².
Dels 2.130 habitatges en un 32,4% hi vivien nens de menys de 18 anys, en un 55,8% hi vivien parelles casades, en un 9,2% dones solteres, i en un 32,4% no eren unitats familiars. En el 29,2% dels habitatges hi vivien persones soles el 13,8% de les quals corresponia a persones de 65 anys o més que vivien soles. El nombre mitjà de persones vivint en cada habitatge era de 2,41 i el nombre mitjà de persones que vivien en cada família era de 3.
Per edats la població es repartia de la següent manera: un 26,2% tenia menys de 18 anys, un 7,5% entre 18 i 24, un 25,3% entre 25 i 44, un 23,8% de 45 a 60 i un 17,3% 65 anys o més.
L'edat mediana era de 39 anys. Per cada 100 dones de 18 o més anys hi havia 91,3 homes.
La renda mediana per habitatge era de 31.447$ i la renda mediana per família de 42.453$. Els homes tenien una renda mediana de 31.411$ mentre que les dones 20.777$. La renda per capita de la població era de 17.208$. Entorn del 9,7% de les famílies i el 15,4% de la població estaven per davall del llindar de pobresa.